# 小野栄重
小野 栄重（おの えいじゅう、宝暦13年（1763年） - 天保2年1月26日（1831年3月10日））は、江戸時代の和算家、測量家。通称は捨五郎のち良助（良佐）、字は子厳、号は遅翁。

## 生涯
宝暦13年（1763年）、上野国碓氷郡中野谷（現・群馬県安中市中野谷）の須藤家に生まれる。板鼻宿（現・群馬県安中市板鼻）の「えびや（海老屋）」こと小野家の養子となり跡を継いだ。
武蔵国勅使河原村（現・埼玉県上里町勅使河原）の出身で、上野国緑野郡新町宿（現・群馬県高崎市新町）で和算を教えていた吉沢恭周（1726年 - 1816年）に師事した。
寛政元年（1789年）6月、江戸に遊学し、藤田貞資に入門。寛政9年（1797年）閏7月に算額を妙義神社に奉納している（非現存）。
享和2年（1802年）10月16日、第三次測量の帰途で高崎宿に宿泊した伊能忠敬のもとを訪問している（『伊能忠敬測量日記一』）。栄重は以前から忠敬と面識があったとみられ、同月24日から忠敬の江戸深川の自宅の観測台「楽天楼」での恒星高度の観測に参加していることから栄重は忠敬に同行して江戸に向かったと考えられる。
翌享和3年（1803年）2月25日、忠敬の第四次測量隊に栄重は参加し、江戸を出発した。測量隊は東海道、北陸および佐渡島の測量を行ったのち10月7日に江戸に帰還している。忠敬が高橋至時に帰京の挨拶をした際の記録に栄重の名がないことから、栄重は江戸まで行かずに10月4日に宿泊した高崎宿あたりで別れて板鼻宿に帰ったとみられる。
それ以降も文化6年（1809年）9月12日、第七次測量で忠敬が中山道を通った際、高崎から安中にかけての測量を手伝っているほか、文化11年（1814年）5月9日に第八次測量の帰路甘楽郡宮崎村（現・富岡市宮崎）に忠敬が泊まった際も栄重は彼を訪問している。
文化4年（1807年）、師の藤田貞資が死去。貞資の遺言により、貞資嫡子・嘉言から文化8年（1811年）11月に栄重は関流三題免許を与えられた。
栄重は弟子の指導に熱心で、複数の「○○弁解」という書名の解説書を著して弟子に与えている。また遠方の弟子とも手紙による指導をしていたことが確認できる。
天保2年（1831年）1月26日に69歳で死去。墓所は板鼻の南窓寺にあり、群馬県指定史跡となっている。

## 著書
- 『星測量地録』 - 文政5年（1822年）著。象限儀で星の高度を測定する方法を解説した後、緯度から里程、経度から時差を求める方法を示している[13]。
- 『孤背真術弁解』
- 『綴術弁解』
- 『括要算法剰一術弁解』
- 『括要算法翦管術弁解』
- 『側円規矩例弁解』
- 『円壔突抜円求積弁解』
- 『翦管術括術弁解』
- 『極数術適尽方級逐条弁解』[9]

## 算額
- 八幡八幡宮の算額（群馬県指定重要文化財） - 文化7年（1810年）に門人8名とともに奉納。群馬県内に現存する最古の算額[8]。

## 弟子
- 増尾内蔵介良恭 - 緑野郡木部村（現・高崎市木部町）の人。栄重が最初に免許を与えた弟子だったが文政3年（1820年）に40歳で死去[8][14]。
- 斎藤四方吉宜長 - 群馬郡板井村（現・佐波郡玉村町）の人。文化12年（1815年）に清水寺（高崎市石原町）に算額（高崎市指定重要文化財[15]）を奉納しており、このころに免許を与えられたとみられる。弘化元年（1844年）に61歳で死去。斎藤宜義（萩原禎助・船津伝次平の師）の父[16]。
- 真下亀太郎賀一（原左右助賀度） - 板鼻宿の人。石田玄圭の門人が文化8年（1811年）に榛名神社に奉納した算額（群馬県指定重要文化財）の問題を解いた『榛名額解』を文化10年（1813年）に著している。文化12年（1815年）11月免許。万延元年（1860年）11月1日に72歳で死去[17]。
- 剣持要七（要七郎）章行 - 吾妻郡上沢渡村（現・中之条町）の人。文政10年（1827年）免許、栄重の死後に内田五観に師事。著書に『探頣算法』（天保11年刊）、『算法開蘊』（嘉永2年刊）、『量地円起方成』（嘉永6年刊）、『量地円起方成後編』（安政2年刊）、『検表相場寄算』（安政3年刊）、『算法利息全書』（安政4年刊）、『算法約術新編』（文久2年刊）など。明治4年（1871年）に82歳で死去。弟子に中曽根宗邡[18]。
- 丸橋雄次郎祐政 - 吾妻郡三島村（現・東吾妻町）の人、号は東倭。天保元年（1830年）免許。吾妻郡で弟子を育て、明治4年（1871年）に89歳で死去[19]。
- 岩井右内重遠 - 碓氷郡新井村（現・安中市松井田町新井）の人。著書に『算法雑俎』（天保元年刊）、『算法円理冰釈』（天保8年刊）。天保5年（1834年）に八幡八幡宮に奉納した算額は栄重奉納の算額とともに群馬県指定重要文化財となっている[20]。明治11年（1878年）没[21]。墓所は安中市指定史跡[22]。